# Капучинатор

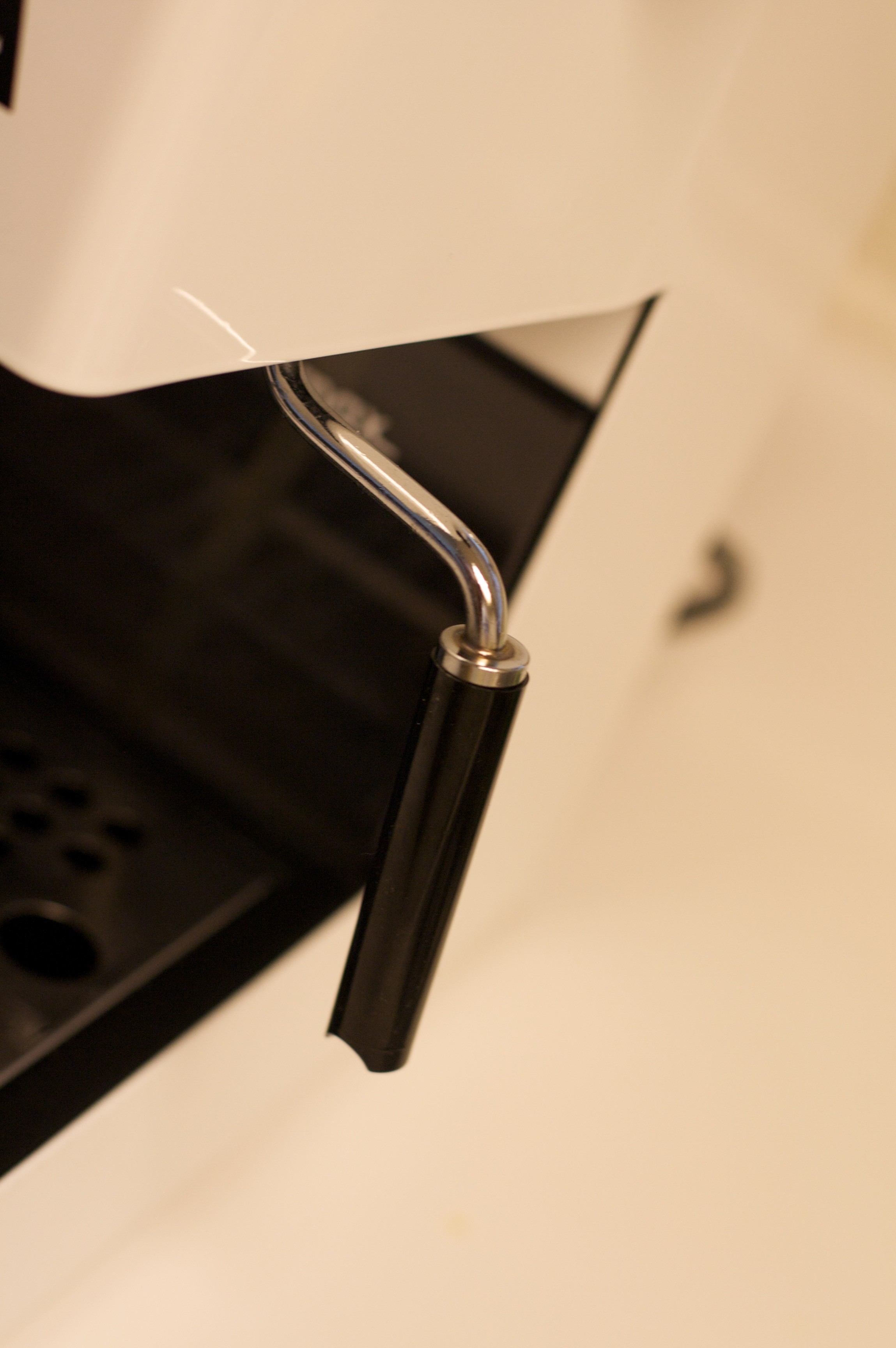
Стимер

Капучина́тор — устройство для аэрации молока (взбивания пенки) для приготовления напитков на базе эспрессо: капучино, латте, латте макиато.
Капучинаторы могут основываться на двух технологиях: паровой капучинатор (стимер) и механический капучинатор.

## Стимер
Стимер (англ. steam — пар) — насадка, которая присоединяется к паровой трубке кофемашины. Принцип работы основан на простейшей конструкции пульверизатора, с помощью которого пар смешивается с молоком. Капучинаторы делятся на автоматические (автокапучинатор) и механические (панарелло). Разница между ними заключается в наличии у автоматического капучинатора регулировки зазора отверстия, через которое подаётся молоко. Кроме того, автоматический капучинатор снабжён трубкой, которая опускается в ёмкость с молоком. Из этой ёмкости, за счёт перепада давления в камерах пульверизатора, создаваемого быстрым движением пара, молоко затягивается в капучинатор, где смешивается с па́ром. 

## Механический капучинатор
В механическом капучинаторе молоко вспенивается венчиком в отдельной ёмкости для взбивания молока — «питчере», а получившуюся пенку перемещают в чашку самостоятельно. Конструктивно механические капучинаторы разделяются на две группы отличающиеся по устройству:

### Ручной

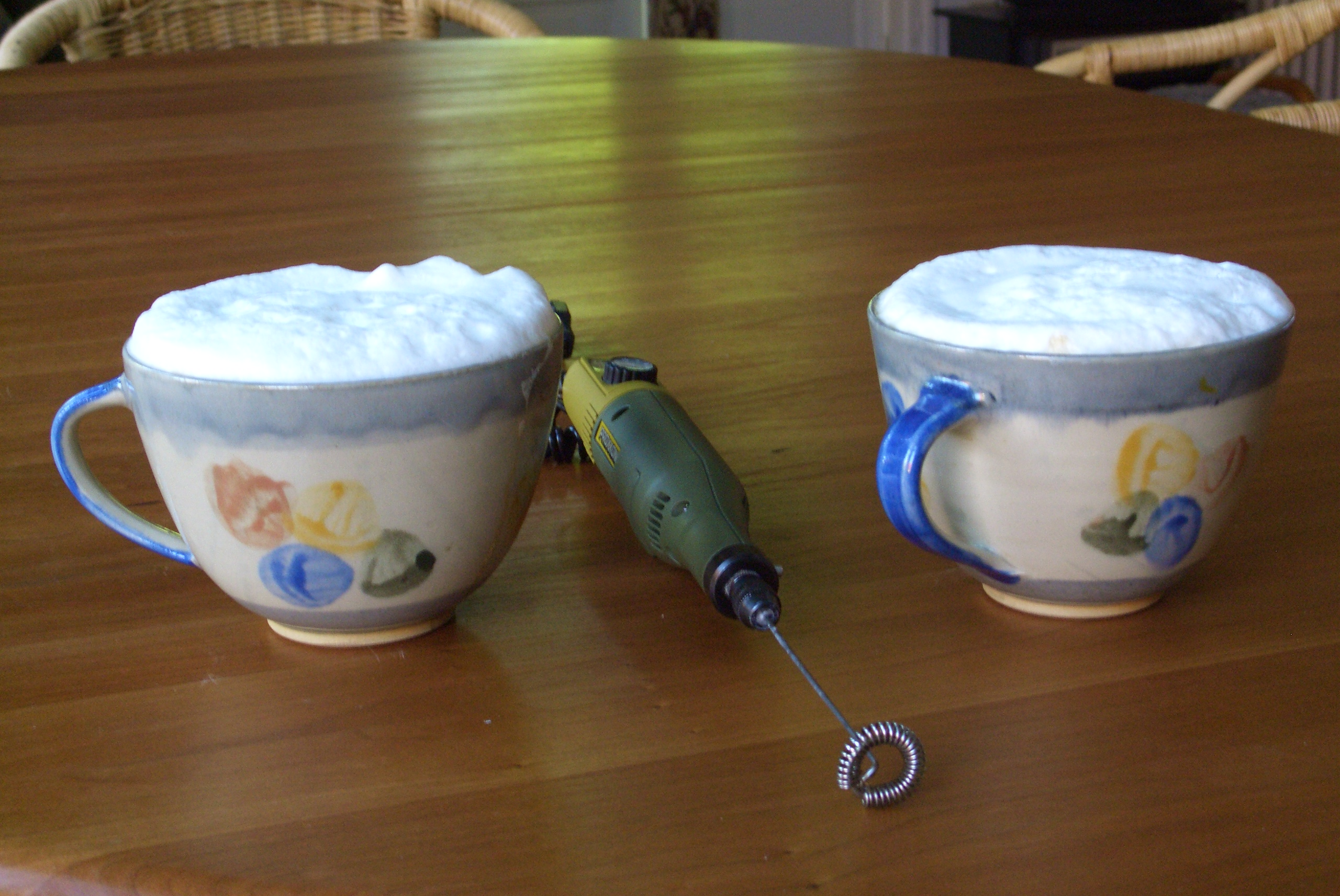
Вариант ручного электрического капучинатора

Как говорит само название, работой ручного капучинатора управляет сам пользователь. Прибор состоит из стального стержня с вращающимся венчиком-пружинкой и ручки, в которой находится отсек с элементами питания (батарейки). Венчик находится на устройстве подобном погружному блендеру и в качестве чаши может использоваться любая подходящая ёмкость.
Для взбивания венчик погружается в сосуд с подготовленным молоком. Так как при вспенивании молоко увеличивается в объёме, размер ёмкости должен в 2-3 раза превышать объём жидкости. Мотор приводится в действие нажатием кнопки. При вращении диска в молоко нагнетается воздух, делая его пенистым и воздушным. В процессе взбивания рекомендуется наклонить ёмкость с молоком и вынимать венчик из сосуда только после выключения. 
Данное устройство имеет много преимуществ: портативность и компактность, невысокая цена, простота использования и чистки.

### Автоматический
Автоматические взбиватели молока наиболее легки и просты в применении и способны выполнить несколько функций и программ. Нажатием лишь одной кнопки можно получить вспененное молоко различной плотности и температуры. Использование такого устройства исключает разбрызгивание молока в процессе работы. По форме подобный капучинатор напоминают электрический чайник. 
Венчик и чаша являются одним устройством (венчик может выниматься для мытья), в котором может происходить взбивание молока с подогревом, без подогрева или просто подогрев без взбивания; в таком капучинаторе венчик может приводиться в движение электродвигателем, расположенным в основании капучинатора, или электромагнитным приводом (в этом случае венчик свободно плавает в ёмкости). 
Для приготовления напитка молоко следует налить в чашу, закрыть крышку и установить на электрическую основу. Затем нужно выбрать необходимую функцию и/или температурный режим. После нажатия пусковой кнопки устройство начинает процесс взбивания молока и автоматически отключается после его завершения.
Данные бытовые приборы популярны благодаря быстрой и качественной работе, автоматизации и возможности выбрать программу по желанию. Устройства с магнитным при́водом являются более надёжными, бесшумными и лёгкими в чистке.